# Дядченко Григорій Кононович
Григо́рій Ко́нонович Дя́дченко (26 вересня (8 жовтня) 1869 , Кирилівка, Звенигородський повіт, Київська губернія, Російська імперія  — 25 травня 1921 , Київ, Київська губернія, Українська СРР ) — український художник-реаліст.

## Життєпис
Народився 26 вересня (8 жовтня) 1869 року в селі Кирилівці Звенигородського повіту Київської губернії (тепер село Шевченкове Звенигородського району Черкаської області).
У 1884–1889 роках вчився в Київській рисувальній школі Миколи Мурашка, 1889–1894 роках — в Петербурзькій академії мистецтв.
Крім того, за роки навчання в академії одержав кілька нагород - срібних медалей, а за конкурсну картину «Зустріч променів» удостоївся звання класного художника 3-го ступеня. По завершенню навчання в академії 1895 року Григорій Дядченко повертається в Україну. За протекцією Миколи Івановича Мурашка розпочинає свою художньо-педагогічну діяльність у Київській рисувальній школі, а з 1901-го одночасно викладає також у Київському художньому училищі.
Від 1895 року викладав живопис і рисунок в Київській рисувальній школі. Серед його відомих учнів Михайло Козик та Василь Сильвестров.
У Києві з 1906 по 1919 рік проживав на Андріївському узвозі, 15, у, так званому, Замку Річарда — Левове серце.
Помер 25 травня 1921 року в Кирилівці де і був похований.

## Творчість
Малював поетичні пейзажі, серед яких мотиви Кирилівки:
- «Зустріч променів», 1884;
- «Левада», «Портрет дівчинки», 1892
- серія «Село Кирилівка», «Річка Стугна», 1895
- «Вечір над Дніпром», «Київ. Вид на Поділ», 1912
- «Хмара над Дніпром», 1919

та портрети, що вирізнялись тонким психологізмом:
- Ф. Красицький, 1884
- «Голівка дівчини», 1892
- скульптор Ф. Балавенського, 1907 та інші.

Багато малюнків Дядченко виконав аквареллю та кольоровими олівцями.

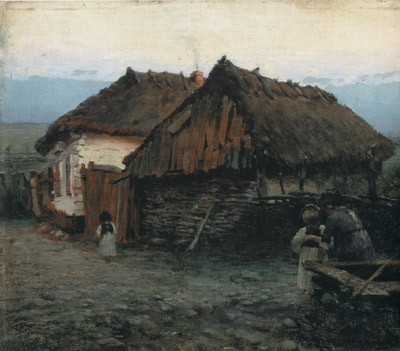
«Подвір'я»
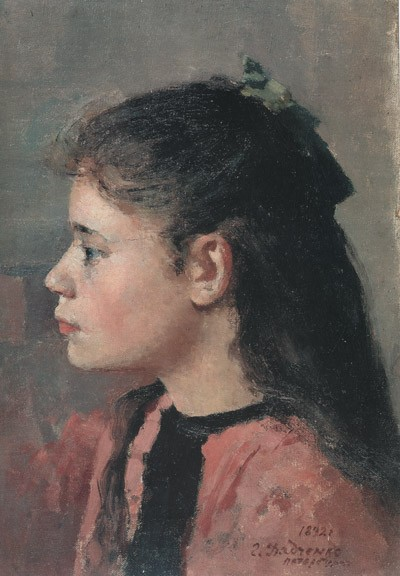
«Портрет дівчинки»

Твори Г.К. Дядченко зберігаються в Національному художньому музеї України у Києві, Львівському музеї українського мистецтва, Полтавському художньому музеї, Харківському художньому музеї та у приватних колекціях.

## Пам'ять

меморіальна дошка

В 1971 році на будинку по вулиці Андріївський узвіз, 15 (Замок Річарда), де з 1909 по 1921 рік жив і працював художник встановлено меморіальну дошку (граніт, архітектор В. П. Лоботинський).
В Музеї Однієї Вулиці демонструються роботи художника, написані в Замку Річарда.